# فدرالیسم قومی
فدرالیسم قومی، فدرالیسم چند قومیتی یا چند ملیتی، شکلی از سیستم فدرال است که در آن واحدهای منطقه ای یا ایالتی فدرال بر اساس قومیت تعریف می‌شوند. سیستم‌های فدرالی قومی در تلاش برای پاسخگویی به خواسته‌ها برای خودمختاری قومی و مدیریت تنش‌های بین قومی در داخل یک کشور ایجاد شده‌اند. آنها همیشه در این امر موفق نبوده‌اند: مشکلات ذاتی در ساخت و نگهداری یک فدراسیون قومی باعث شده‌است که برخی از ایالت‌ها یا تقسیمات فرعی یک کشور یا تجزیه شوند، یا به سرکوب اقتدارگرایانه متوسل شوند، یا به قوم سالاری، تفکیک قومی، انتقال جمعیت، جابجایی داخلی، پاکسازی قومی، و/یا حتی حملات و قتل‌عام مبتنی بر قومیت متوسل شوند.
این نوع فدراسیون از دهه ۱۹۹۰ توسط ملس زناوی در اتیوپی پیاده شده‌است. ملس زناوی و دولت او فدرالیسم قومی را با هدف برقراری برابری میان همه اقوام در اتیوپی اختیار کردند. ویژگی‌های فدرالیسم قومی در کشورهای دیگر از جمله نپال، پاکستان، سودان جنوبی، یوگسلاوی و آفریقای جنوبی در دوران آپارتاید نیز به نمایش گذاشته شده‌است (به بانتوستان مراجعه کنید).

## دیدگاه‌های کلی

### تعریف
در یک فدراسیون قومی، برخی یا همه واحدهای فدراتیو تا آنجا که ممکن است برای پیروی از مرزهای قومی ساخته شده‌اند و به جوامع قومی خودمختاری می‌دهند. از آنجایی که فدراسیون یک کشور باقی می‌ماند، این ترکیب از تقسیم کامل متمایز است. چنان نظامی را می‌توان در کشورهایی در نظر گرفت که گروه‌های قومی در مناطق جغرافیایی متمرکز هستند. : 15 
در یک فدراسیون قومی-سرزمینی - یک «مدل سازش» - بزرگ‌ترین گروه قومی بین بیش از یک زیر واحد تقسیم می‌شود. به عنوان مثال می‌توان به کانادا، هند و اسپانیا اشاره کرد. : 164 این نوع سیستم ممکن است برای کشورهایی که دارای یک گروه مسلط هستند مناسب باشد. : 275 

### انگیزه
یکی از انگیزه‌های اصلی برای ایجاد فدرالیسم قومی، کاهش تضاد میان گروه‌های داخل کشور، با اعطای خودگردانی محلی و نمایندگی تضمین شده در مرکز به هر گروه است. بنابراین یک نظام فدرال قومی ممکن است در جایی که بیم درگیری جدی وجود داشته باشد یا این درگیری قبلاً رخ داده باشد جذابیت خاصی داشته باشد. این هدف «دفاعی» است و ماندگاری هویت‌های قومی مختلف را در داخل کشور می‌پذیرد. : 14–15 
فدرالیسم به گروه‌های قومی مختلف سطحی از خودمختاری را اعطا می‌کند که توسط قانون اساسی محافظت می‌شود که اختیارات دولت مرکزی را در رابطه با اختیارات واحدهای فدرال تجویز می‌کند. از آنجایی که واحدها به گونه ای ترسیم شده‌اند که هر گروه قومی اکثریت محلی را در یک یا چند مورد از آنها تشکیل می‌دهد، امید می‌رود که ترس از رفتار نابرابر یا ظلم توسط دولت ایالتی کاهش یابد، : 6 و هر گروه را قادر می‌سازد تا هویت فرهنگی خود را در سرزمین خود ابراز کند و توسعه دهد.
قانون اساسی فدرال همچنین نمایندگی تمامی واحدهای قومی منطقه ای در دولت مرکزی را پیش‌بینی می‌کند و امکان میانجیگری صلح آمیز در مورد ادعاهای گروه‌های مختلف را فراهم می‌کند. از این نظر موفقیت این نظام به تمایل نخبگان اقوام مختلف برای همکاری در سطح کشور برای ایجاد حکومت باثبات بستگی دارد. : 14–15 

### انتقاد
فدرالیسم قومی به‌عنوان یک انتخاب نهادی برای کاهش تنش‌های قومی در داخل یک کشور، به دلایل مفهومی و تجربی، اغلب مورد انتقاد قرار گرفته‌است. در سطح نظری مشکلات عبارتند از: : 16 
- مفهوم مشکل ساز «قومیت» به عنوان یک اصل نظم بخش. آگاهی از هویت قومی ممکن است در درون یک سیستم سیاسی که در امتداد خطوط قومی ساختار یافته‌است توسعه یابد یا صلب شود و ممکن است برای منافع سیاسی بسیج شود.[۶]
- مشکلات ترسیم مرزها: همگنی کامل قومی به ندرت در هیچ‌یک سرزمینی در کشورهای چند قومیتی یافت می‌شود. در نتیجه احتمالاً اقلیت‌های جدیدی در درون واحدهای فرعی ایجاد می‌شوند که ممکن است قربانی شوند یا احساس کنند در خطر قربانی شدن هستند و ممکن است سیستم فدرال را با مطالبات مداوم برای زیرواحدهای خود بی‌ثبات کنند.[۶][۸]
- عملکرد سیستم زمانی که ایجاد شد: «سیاست را در امتداد خطوط قومی باز تعریف می‌کند تا همه چیز را به یک موضوع قومی تبدیل کند». : 34 در برخی شرایط، نظام فدرال ممکن است منجر به «قومی کردن هویت‌های گروهی و ایجاد یا تشدید، به جای کاهش تضادهای قومیتی در سطح ملی» شود.[۹] : 120 ترتیبات تقسیم قدرت در مرکز منجر به فلج شدن می‌شود، در حالی که سیاستمداران یا احزاب نماینده گروه‌های مختلف ممکن است با امتناع از سازش به دنبال ارتقای موقعیت سیاسی خود باشند. با این حال، در بیشتر موارد، اختلافات قومی در داخل یک دولت از قبل وجود داشته و با ایجاد یک فدراسیون قومی آغاز نشده‌است.[۵] : 261
- گرایش به جدایی. بی‌ثباتی و فشار برای جدایی احتمالاً زمانی افزایش می‌یابد که گروه‌های داخل یک کشور منابع، مشروعیت و پایگاه قدرت مستقل را فراهم کنند. ساختارهای فدرال ممکن است گروه‌های منطقه ای را قادر به ایجاد قدرت اقتصادی، سیاسی و حتی نظامی کند که منجر به فروپاشی نهایی این ایالت‌ها تحت تنش‌های قومی شود.[۷] : 6 مردم به‌طور فزاینده ای خود را با زیرواحد منطقه ای به جای فدراسیون به عنوان یک کل شناسایی می‌کنند و در نتیجه وحدت کشور را تهدید می‌کنند.[۶]
- در موارد دشمنی و نزاع شدید، فدرالیسم قومی در جدا کردن گروه‌های رقیب به اندازه کافی پیش نمی‌رود و ممکن است تجزیه لازم باشد.

همچنین ذکر شده‌است که در عمل، فدراسیون‌های قومی غالباً شکست خورده‌اند: اما به ندرت مشخص است که این امر تا چه حد به این دلیل است که فدرالیسم قومی یک شکل سازماندهی نادرست است یا به دلیل مشکلات ذاتی در اداره یک کشور با شکاف‌های قومی عمیق است ("بیشتر، آن کشورهایی" که فدرالیسم قومی را پذیرفته‌اند این کار را انجام می‌دهند زیرا جایگزین‌هایی قبلاً آزمایش شده‌اند و شکست خورده‌اند». : 4  : 252–4  اندرسون (۲۰۱۳) از جمله شکست‌ها او به اینها اشاره می‌کند: اروپای شرقی (اتحاد جماهیر شوروی، چکسلواکی و یوگسلاوی)، آفریقا (فدراسیون شرق آفریقا و اتیوپی-اریتره)، منطقه کارائیب (فدراسیون هند غربی)، و آسیا (پاکستان و مالایا-سنگاپور). از آنجایی که فدراسیون‌های قومی هنوز وجود دارند، او به بلژیک (که یک مورد ناب نیست)، اتیوپی (دموکراتیک نیست) و بوسنی و هرزگوین (که چشم‌انداز آینده آن مشکوک است) اشاره می‌کند.

## فدرالیسم قومی در کشورهای مشخص

### نپال
جنبه قومی ساختار فدرال جدید در نپال منشأ مناقشه در فرایند قانون اساسی سازی اخیر بوده‌است. دموکراسی چند حزبی در سال ۱۹۹۰ پس از قیام مردمی به رهبری حزب کنگره و جبهه چپ متحد، ائتلافی از احزاب کمونیست، در نپال ایجاد شد. مسائل قومیتی در تدوین قانون اساسی جدید به‌طور برجسته ای ظاهر نشد. کارزارهایی برای به رسمیت شناختن بیشتر مسائل قومی توسط فدراسیون ملیت‌های بومی نپال (NEFIN) به نمایندگی از گروه‌های قومی تپه‌ها، حزب منطقه ای Sadbhawana از Terai و UCPN (مائوئیست‌ها) تحت فشار مردم مادهسی جنوب رهبری شد. : 10 
پس از جنبش دموکراسی ۲۰۰۶ در نپال و سرنگونی سلطنت، قانون اساسی موقت در سال ۲۰۰۷ اعلام شد سال‌ها بحث در دو مجلس مؤسسان متوالی بر این بود که آیا فدرالیسم بر قومیت یا هویت مشترک و همچنین شمار و مکان استان‌ها مبتنی باشد. یک جبهه مخالف به رهبری UCPN خواستار یک سیستم فدرال مبتنی بر ۱۳ استان تعریف شده از نظر قومی شد. کنگره نپالی حاکم و احزاب کمونیست نپال این ایده را رد کردند و استدلال کردند که فدرالیسم مبتنی بر قومیت باعث ایجاد تنش در میان کاست‌ها و جوامع قومی خواهد شد. مقاومت همچنین از سوی برهمین و چتری‌ها از طبقه بالا صورت گرفت که می‌ترسیدند چیرگی سیاسی طولانی مدت آنها توسط فدرالیسم قومی تهدید شود. : 14 
قانون اساسی فعلی فدرال سرانجام در سپتامبر ۲۰۱۵ به تصویب رسید یک ساختار فدرال برای جایگزینی ساختار واحد موجود ایجاد کرد. این کشور به هفت استان فدرال تقسیم شد که با گروه‌بندی مناطق موجود تشکیل شده بودند. انتشار قانون اساسی جدید بلافاصله با اعتراضات مادی‌ها و جمعیت بومی، عمدتاً بر سر مرزهای استان‌های جدید، از ترس کاهش حضور سیاسی آنها، همراه شد.

### پاکستان
پس از جدایی پاکستان شرقی در سال ۱۹۷۱ برای تبدیل شدن به بنگلادش، دولت پاکستان به دنبال راه‌هایی برای پاسخگویی به خواسته‌های قومی-ملی گرایانه گروه‌های مختلف در داخل پاکستان غربی بود. قانون اساسی ۱۹۷۳ یک ساختار فدرال را وضع کرد که به چهار استان اصلی خودمختاری می‌داد، که هر کدام از نظر تاریخی با یک گروه قومی-زبانی شناسایی می‌شدند: پنجابی‌ها، سندی‌ها، بلوچ‌ها و پشتون‌ها. هویت سیاسی این گروه‌ها به‌طور قانونی در قانون اساسی به رسمیت شناخته شد و به آنها وضعیتی متمایز از سایر گروه‌ها داد. با این حال، مقررات مربوط به خودمختاری تنها در استان سند به‌طور کامل اجرا شد. در طول دوره بعدی رژیم‌های نظامی و درگیری‌ها در بخش‌های مختلف پاکستان، به نظر نمی‌رسید که سیستم فدرال ثباتی قابل مقایسه با هند ایجاد کند.
قانون اساسی با اصلاحاتی در سال ۲۰۱۰ مجدداً ارائه شد. این بار هر چهار استان «خود مختاری مستحکمی از نظر اختیارات قانونگذاری و مالی» دریافت کردند. : 126 به‌طور کلی مشخصه تغییرات افزایش «قومی سازی» بود که با تغییر نام استان مرزی شمال غربی به خیبر پختونخوا («سرزمین پختون‌ها») مشخص شد. این تغییرات به عنوان «گامی مهم رو به جلو» در تقویت استان‌ها تلقی می‌شد، اما به نظر می‌رسید تمایل کمی برای پیشبرد بیشتر به سمت ساختار کاملاً چند قومیتی که برای همه گروه‌ها تأمین می‌شود وجود دارد. این سیستم در رابطه با شعله‌ور شدن مجدد درگیری‌های قومی خشونت‌آمیز بین سندی‌ها و مهاجران در سند به عنوان «بسیار غیر سازنده» توصیف شده‌است. این امر همچنین خواسته‌هایی را برای استان‌های جداگانه از جانب هزاره‌ها و سرایکی‌ها برانگیخته است.
در واقع، اظهار شده‌است که «پاکستان به ندرت به عنوان یک فدراسیون قومی شناخته می‌شود». : 91 

### سودان جنوبی

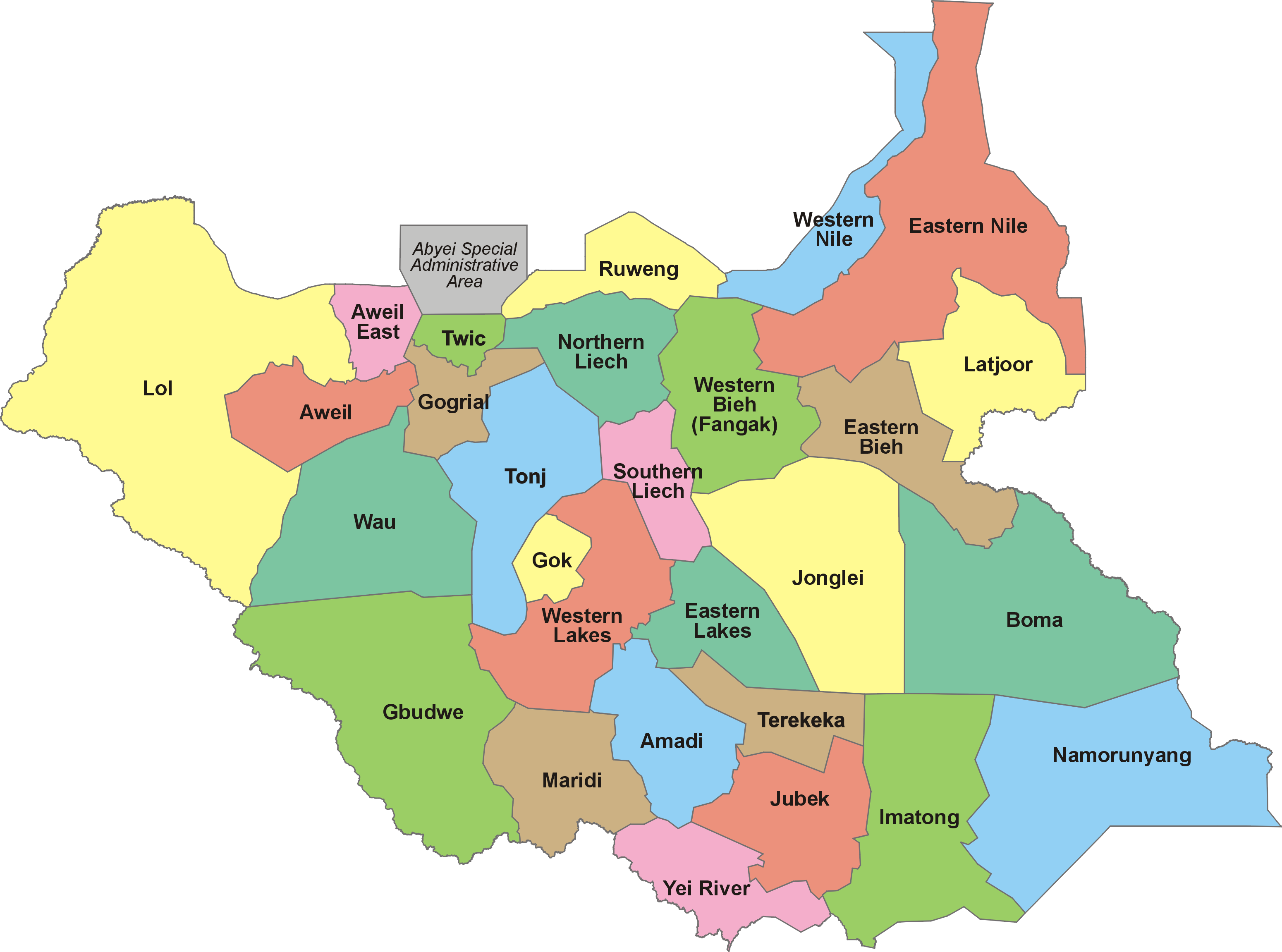
۲۸ ایالت سودان جنوبی از ۲۰۱۵ تا ۲۰۲۰

سودان جنوبی در ژوئیه ۲۰۱۱ از سودان مستقل شد و در ابتدا قانون اساسی انتقالی ۱۰ ایالت فدرال و ۷۹ شهرستان را ایجاد کرد که عمدتاً بر اساس قومیت بودند. درگیری‌های بین جمعی افزایش یافت و از سوی گروه‌های مختلف فراخوان‌هایی برای ایجاد ایالت ها و شهرستان‌های قوم محور بیشتر وجود داشت. استفان پار کوول، وزیر آموزش و پرورش آن زمان در ایالت جونگلی، در سال ۲۰۱۳ بیان داشت که «فدرالیسم قومی» در کشورش «تفرقه‌انگیز» و «اداره آن پرهزینه» بوده و دموکراسی واقعی را ایجاد نمی‌کند و خواستار ایجاد ایالت‌های چند قومیتی شد.
در اکتبر ۲۰۱۵، سالوا کیر، رئیس‌جمهور سودان جنوبی، فرمانی را صادر کرد که بر اساس آن ۲۸ ایالت، باز هم عمدتاً در امتداد خطوط قومی، جایگزین ۱۰ ایالت قبلی شدند. این اقدام در نوامبر در پارلمان تصویب شد، اگرچه در فوریه ۲۰۲۰ تعداد ایالت‌های سودان جنوبی به ۱۰ ایالت بازگشت.

### یوگسلاوی

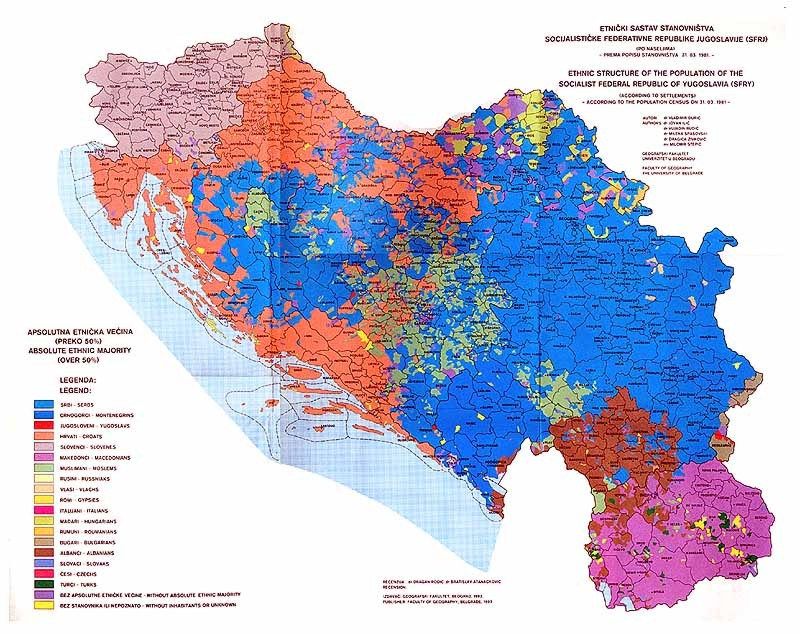
گروه‌های قومی در یوگسلاوی، با اکثریت در شهرداری‌ها، بر اساس سرشماری سال ۱۹۸۱ (به زبان‌های صرب کرواتی و انگلیسی).

قانون اساسی ۱۹۴۶ جمهوری سوسیالیستی فدرال یوگسلاوی فدراسیونی متشکل از شش جمهوری ایجاد کرد. به سه ملیت مشخص شده در نام قبلی کشور - پادشاهی صرب‌ها، کروات‌ها و اسلوونیایی‌ها - مقدونی‌ها، مونته‌نگروها و مسلمانان بوسنیایی (بوسنیایی‌های کنونی) اضافه شدند. در کنار به رسمیت شناخته شدن به عنوان ملت‌های این جمهوری‌ها، یک دولت مرکزی قوی تحت کنترل حزب کمونیست ایجاد شد.
از دهه ۱۹۷۰، شکافی در دولت کمونیستی بروز کرد، بین طرفداران کروات و اسلوونیایی خواهان خودمختاری بیشتر برای آن جمهوری‌ها، و طرفداران صرب یک فدراسیون متمرکز برای حفظ موقعیت رهبری کننده صرب‌ها به عنوان بزرگ‌ترین ملیت در داخل کشور. مخالفت با کمونیسم در قالب یک ناسیونالیسم رو به رشد بروز کرد.
پس از کاهش قدرت مرکزی در دهه ۱۹۸۰، رهبری جمهوری‌ها به‌طور فزاینده ای به دنبال منافع قلمروهای خود بودند و تنش‌های بین قومی زیاد شد. بین سالهای ۱۹۹۱ و ۲۰۰۶ شش جمهوری تشکیل دهنده همگی به کشورهای مستقل تبدیل شدند. ویژگی سالهای اولیه این روند یک رشته جنگ بود.